# Hildórien
Hildórien es una localización ficticia que forma parte del legendarium creado por el escritor británico J. R. R. Tolkien y que aparece en su novela póstuma El Silmarillion. Es una vasta zona al este de Endor (la Tierra Media) y al sur de Cuiviénen, lugar en el que despertaron los Elfos. En Hildórien despertaron los Hombres o Hildor.
Hildor en élfico significa "seguidor", pues no fueron los hombres los primeros en llegar, ya que los elfos y otras razas los precedieron.
Según las leyendas de los edain, Morgoth visitó a los hombres en Hildórien y los predispuso contra Ilúvatar, y les hizo creer que la muerte era algo malo. Sin embargo, esto no es más que un don otorgado a los hombres por Eru, y no un castigo. Para escapar de la maldad de Morgoth y sus seguidores, los Atanatári fueron los primeros en huir de Hildórien, viajando al oeste para encontrar Beleriand.
[cita requerida]